# Rio Papocas
Rio Papocas är ett vattendrag i Brasilien.   Det ligger i delstaten Paraíba, i den östra delen av landet, 1 700 km nordost om huvudstaden Brasília.